# Stephen Welch
Stephen Welch, né le 28 juillet 1972 à Fort Worth, est un joueur de tennis en fauteuil roulant américain professionnel.
Quadruple médaillé paralympique et classé n°1 mondial pour la première fois en 1995, il a été champion du monde en 1999. Il a notamment été médaillé d'argent en 1996 et 2000 contre Ricky Molier et David Hall. Il s'est aussi imposé à sept reprises à l'US Open en simple et en double.

## Palmarès

### Jeux paralympiques
- médaillé d'or en double messieurs en 1996 avec Chip Parmelly
- médaillé d'argent en simple en 1996
- médaillé d'argent en simple en 2000
- médaillé de bronze en double messieurs en 2000 avec Scott Douglas

### Tournois majeurs
- US Open :
  - en simple en 1992, 1994 et 1999
  - en double messieurs en 1997 et 1998 avec Scott Douglas, en 2001 avec Derek Bolton, en 2002 avec Kai Schrameyer
- NEC Masters en simple en 1996 et en double messieurs en 2000 avec Ricky Molier et 2002 avec Kai Schrameyer
- Swiss Open en simple en 1995 et 2004 et en double messieurs avec Laurent Giammartini en 1995
- British Open en double messieurs en 1997 avec Scott Douglas
- French Open en simple en 1995 et en double messieurs en 1995 avec Randy Snow et en 1997 avec Ricky Molier
- Florida Open en 1998
- USTA National en 1998
- Belgique Open en 1999
- Austrian Open en 1999
- Dutch Open en 2000